# Trichomycterus davisi
Trichomycterus davisi är en fiskart som först beskrevs av Haseman, 1911.  Trichomycterus davisi ingår i släktet Trichomycterus och familjen Trichomycteridae. Inga underarter finns listade i Catalogue of Life.